# Houston McTear
Houston McTear, född 12 februari 1957 i Okaloosa County i Florida, död 1 november 2015 i Stockholm, var en amerikansk friidrottare (sprint). 
McTear kvalificerade sig till de Olympiska sommarspelen 1976, men en skada gjorde att han inte kunde fullfölja mästerskapet. McTear avbildades på omslaget av ett nummer av tidningen Sports Illustrated 1978. Han vann guld vid inomhus-SM 1990 på distansen 60 meter, detta efter att han hade fått svenskt medborgarskap en tid tidigare. Han var gift med löperskan Linda Haglund. McTear avled i november 2015 av lungcancer; hans hustru Linda avled knappt tre veckor senare, även hon i cancer. Houston lämnade efter sig fyra barn.